# Arnold Palmer (Getränk)

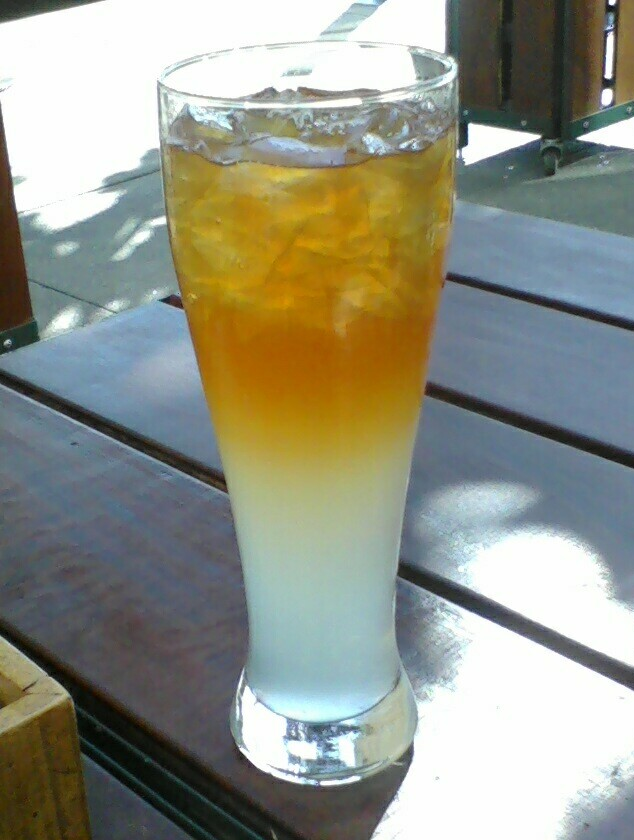
Arnold Palmer

Arnold Palmer ist ein Mischgetränk, das aus Eistee und Limonade besteht. Es wurde nach dem Golfer Arnold Palmer benannt.
Eine Variante des Getränks mit Alkohol, üblicherweise Wodka, wird „John Daly“ genannt – benannt nach dem US-amerikanischen Golfspieler John Daly.

## Geschichte
Laut Arnold Palmer mischte er sich das Getränk immer zu Hause und bei den U.S. Open 1960 im Cherry Hills Country Club in Denver bestellte er es öfter. Eine in der Nähe sitzende Frau bekam das zufällig mit und bestellte daraufhin „that Palmer drink“, woraus sich der Name ableitet.
2012 produzierte ESPN eine Dokumentation mit Palmer, verschiedenen Experten, dem Drink, professionellen PGA-Golfern und dem Komiker Will Arnett. Palmers übliche Mischung besteht aus drei Teilen ungesüßtem Tee und einem Teil Limonade.